# Brösarp-Tranås församling
Brösarp-Tranås församling är en församling i Ljunits, Herrestads, Färs och Österlens kontrakt i Lunds stift. Församlingen ligger i Tomelilla kommun i Skåne län och utgör ett eget pastorat.

## Administrativ historik
Församlingen bildades 2002 genom sammanslagning av Brösarps, Tranås, Ondslunda, Spjutstorps, Andrarums, Eljaröds och Fågeltofta församlingar. Den utgör sedan dess ett eget pastorat.

## Kyrkor
- Andrarums kyrka
- Brösarps kyrka
- Eljaröds kyrka
- Fågeltofta kyrka
- Onslunda kyrka
- Spjutstorps kyrka
- Tranås kyrka